# Mabton
Mabton è una città degli Stati Uniti d'America, situata nello Stato di Washington e in particolare nella Contea di Yakima.